# Il garzone del macellaio
Il garzone del macellaio (The Butcher Boy) è un romanzo di Patrick McCabe del 1992. Il romanzo è stato selezionato tra i finalisti del Booker Prize del 1992.

## Trama
Ambientato in Irlanda negli anni '50, il romanzo racconta la storia di Francis "Francie" Brady, un ragazzo che si perde nell'immaginare un violento mondo fantastico quando la situazione familiare, già difficile, va in frantumi.

## Adattamento cinematografico
Nel 1997 il romanzo è stato portato al cinema nel film The Butcher Boy diretto da Neil Jordan.

## Edizioni
- Patrick McCabe, Il garzone del macellaio, Garzanti, 1994,  p. 243, ISBN 88-11-62002-3.